# 安原啓太郎
安原 啓太郎（やすはら けいたろう、1874年（明治7年）8月24日 - 1945年（昭和20年）1月）は、大日本帝国陸軍軍人。最終階級は陸軍少将。功四級。

## 経歴・人物
石川県出身。1895年（明治28年）陸軍士官学校第6期卒業。1901年（明治34年）陸軍大学校第15期卒業。
日露戦争に第3軍参謀として従軍したのち、1912年（明治45年）3月に敦賀連隊区司令官を経て、1915年（大正4年）8月に陸軍歩兵大佐・臨時朝鮮派遣歩兵第2連隊長となる。
翌年の1916年（大正5年）4月、臨時朝鮮派遣歩兵第2連隊が歩兵第80連隊に改編されると同連隊長となり、1917年（大正6年）5月に歩兵第67連隊長を経て、1919年（大正8年）4月に陸軍少将に昇進し、歩兵第36旅団長を務めた。
その後、1921年（大正10年）7月に第8師団司令部附、1922年（大正11年）4月に第14師団司令部附を経て、1923年（大正12年）8月に待命、翌月、予備役に編入した。

## 栄典
- 1895年（明治28年）11月15日 - 正八位[3]
- 1897年（明治30年）12月15日 - 従七位[4]